# Antonino Paternò-Castello

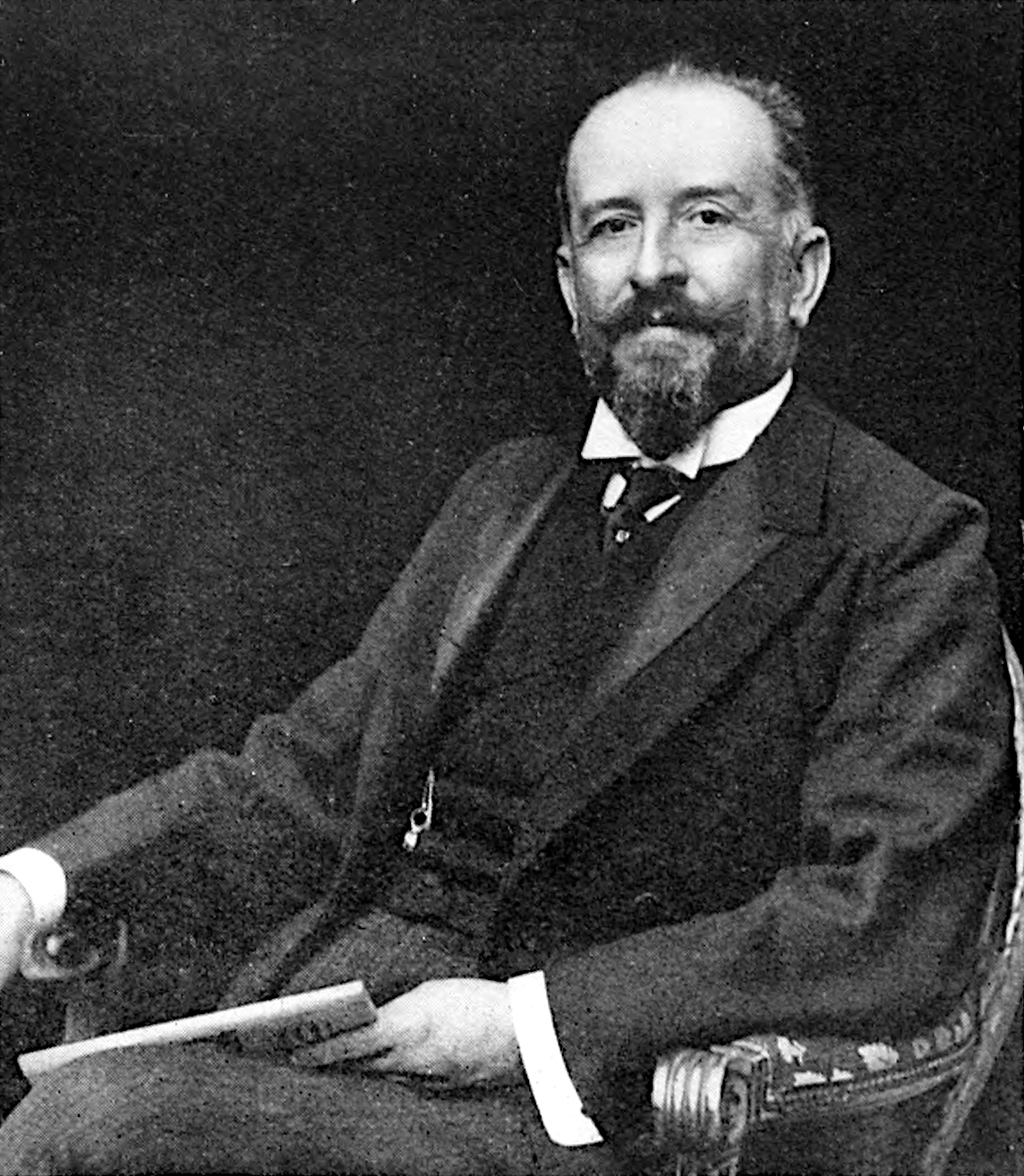
Antonino Paternò-Castello

Antonino Paternò-Castello, 6. Markgraf von San Giuliano, Markgraf von Capizzi, Baron von Policarini, Herr von Mottacamastra (* 10. Dezember 1852 in Catania; † 11. Oktober 1914 in Rom) war ein italienischer Großgrundbesitzer und Politiker. Er war Minister für Post und Telegrafie im Kabinett Pelloux II sowie Außenminister seines Landes in den Kabinetten Fortis II, Luzzatti, Giolitti IV und bis zu seinem Tode im Kabinett Salandra I.  In der italienischen Literatur wird er überwiegend als Antonino di San Giuliano bezeichnet.

## Leben

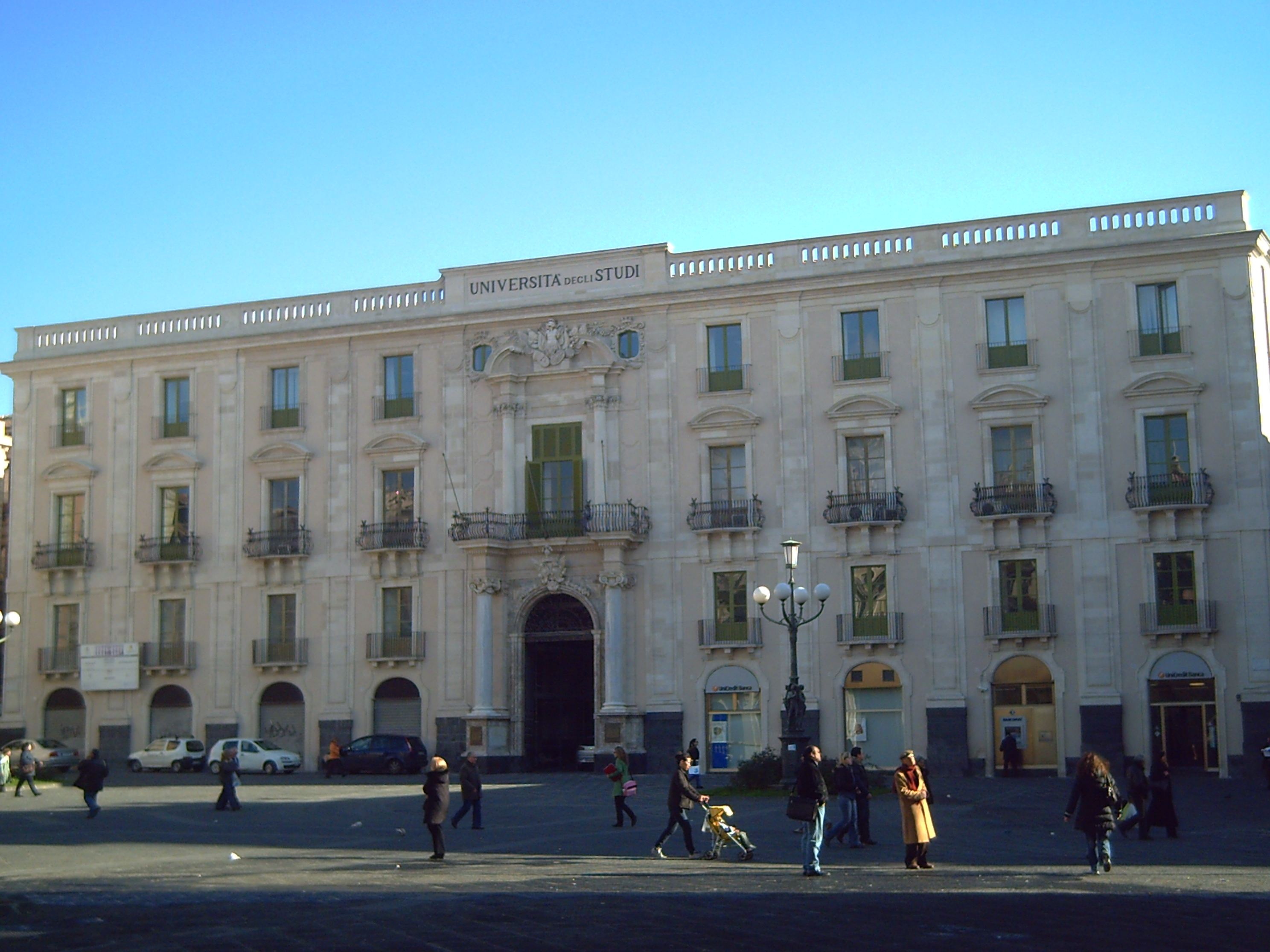
Der alte Palazzo San Giuliano in Catania.

Aus der seit dem 11. Jahrhundert nachweisbaren Adelsfamilie Paternò stammend, die auf das Haus Barcelona zurückgeht und mindestens seit Ende des 17. Jahrhunderts auch zu den reichsten Familien Siziliens gehört, erhielt Paternò-Castello eine sorgfältige Erziehung und Ausbildung, die durch längere Aufenthalte in London und Wien abgerundet wurde. 1875 schloss er das Studium der Rechtswissenschaften an der Universität Catania ab, heiratete Enrichetta, geb. Statella, aus der Familie der Grafen von Castagneto und wurde Ratsherr seiner Heimatstadt. Der Ehe mit Enrichetta, die 1897 starb, entstammten zwei Töchter und ein Sohn. Seit 1893 war Paternò-Castello Mitglied der Freimaurerloge Universo in Rom.

## Politische Karriere

### Bürgermeister und Abgeordneter
Nachdem er die Stadtverwaltung als Assessor auch von innen kennengelernt hatte, wurde Paternò-Castello 1879 zum Bürgermeister seiner Heimatstadt ernannt. Seit 1878 war er auch Mitglied des Provinzialrates der Provinz Catania. In dieser Zeit veröffentlichte er nebenbei zahlreiche Aufsätze zu Fragen der Landwirtschaft, der Industrie, des Arbeitsrechts und der italienischen Auswanderung in verschiedenen Zeitschriften. 1882 wurde er für seine Heimatstadt auch in die Abgeordnetenkammer gewählt, der er bis 1904 ununterbrochen angehörte. Er galt als liberaler Abgeordneter ohne feste Bindung an eine der parlamentarischen Gefolgschaften, die in Italien im Zuge des Trasformismo die Parteien ersetzt hatten. Vor allem die Förderung der Entwicklung des Mezzogiorno und die Wahrung der kolonial- und außenpolitischen Interessen Italiens waren Grundlage für seine Beurteilung der jeweiligen italienischen Regierung.
Um sich auf das von ihm angestrebte Amt als Außenminister vorzubereiten, unternahm Paternò-Castello wiederholt längere Reisen in die Gebiete, die er der italienischen Interessensphäre zuordnete, so u. a. nach Eritrea 1891 und 1905 und in das heutige Albanien 1902, außerdem unterstützte er koloniale Bestrebungen der Regierung im Parlament und wurde Mitglied einiger entsprechender Lobbyorganisationen, so der Marineliga (Lege navale italiana) und der Dante-Gesellschaft für die Verbreitung der italienischen Sprache in der Welt.
Nach dem Ausscheiden aus der Abgeordnetenkammer wurde Paternò-Castello zum Senator auf Lebenszeit ernannt.

### Postminister
Zur Bekämpfung der ständigen Unruhen in Süditalien strebte Paternò-Castello eine Doppellösung an: Zum einen sollten die großen Güter aufgesiedelt werden um eine Klasse besitzender und also an der Verteidigung der staatlichen Ordnung interessierter Bauern zu schaffen, zum anderen sollte bis dahin gegen die revoltierenden Landarbeiter und ihre Verbände, die fasci siciliani, hart vorgegangen werden. Schon aufgrund der Kürze seiner Amtszeit konnte er diese Vorstellungen jedoch nicht realisieren.
In seine Zeit als Postminister fallen die Anbindung Siziliens an das Telegrafienetz des italienischen Festlandes, die Verbesserung des Postdienstes in verschiedenen italienischen Großstädten sowie die Neuorganisation der Postverbindungen zwischen Italien und dem östlichen Mittelmeer.

### Außenminister und Botschafter
Höhepunkt der ersten, sehr kurzen Amtszeit Paternò-Castellos als Außenminister war die Algeciras-Konferenz, auf der Italien die Beteiligung an der Regierung der durch diese Konferenz internationalisierten Tanger-Zone durchsetzte und außerdem die Einwilligung der anderen Mächte zur Besetzung der bis dahin osmanischen Gebiete Kyrenaika und Tripolitanien erreichte, womit der Grundstein zu Kolonialisierung des heutigen Libyens gelegt wurde.
Ab Herbst 1906 war Paternò-Castello italienischer Botschafter in London, anschließend ab November 1909 in Paris, von wo aus er erneut zum Außenminister berufen wurde. Sein gutes persönliches Verhältnis zu König Viktor Emanuel III. trug wesentlich dazu bei, dass er allen folgenden, politisch durchaus unterschiedlich ausgerichteten Regierungen als „ruhender Pol“ angehörte.
Die zweite Amtszeit Paternò-Castellos als Außenminister war von zahlreichen diplomatischen Krisen und Kriegen am Vorabend des Ersten Weltkrieges sowie schließlich von der Frage, ob Italien beim Ausbruch des Weltkrieges seiner Bündnisverpflichtung aus dem zuletzt 1912 – also in seiner eigenen Amtszeit – verlängerten und 1913 durch eine Marinekonvention ergänzten Dreibund nachkommen solle oder nicht, geprägt. Zu nennen ist hier zunächst die Zweite Marokkokrise 1911, deren „Windschatten“ Italien für den Ausbau seiner Präsenz im heutigen Libyen nutzte. Da dieses Gebiet damals nominell noch zum Osmanischen Reich gehörte, entstand daraus der Italienisch-türkische Krieg 1911/12, wobei Paternó-Castello die Entwicklung bewusst vorantrieb. Neben der Souveränität über Libyen gewann Italien dabei die tatsächliche Herrschaft über den Dodekanes, obwohl die Inseln bis zum Vertrag von Lausanne 1923 offiziell osmanisch bzw. türkisch blieben. Schon vor dem Friedensschluss Italiens mit dem Osmanischen Reich brach der erste der Balkankriege aus. Auf der zur Neugliederung des Balkans einberufenen Londoner Botschafterkonferenz, deren Ergebnisse im Londoner Vertrag von 1913 fixiert wurden, konnte Italien seine Ansprüche auf Albanien nicht durchsetzen, was zu einer weiteren Verschärfung der wegen des (auch von Paternò-Castello vertretenen) Irredentismus ohnehin gespannten Beziehungen zum Dreibund-Partner Österreich-Ungarn führte.
Mehrfache Versuche des Deutschen Reiches, durch seinen Botschafter in Rom Hans von Flotow zu einem Ausgleich zwischen seinen Verbündeten zu gelangen, scheiterten an der jedes Mal von Paternó-Castello vorgebrachten Forderung nach Abtretung einiger pauschal als terre italiane bezeichneten österreichischen Gebiete (Welschtirol und Triest), was für die Donaumonarchie aus politischen wie ökonomischen Gründen unannehmbar war: Triest war der wichtigste Handels- und Kriegshafen des Landes, außerdem stellten italienische Muttersprachler im Österreichischen Küstenland zwar die größte einzelne Bevölkerungsgruppe, die Mehrheit bildeten jedoch Südslawen (Slowenen und Kroaten). Auch nach dem Attentat von Sarajevo während der Julikrise beantwortete die italienische Regierung Anfragen aus Wien und Berlin bezüglich der italienischen Bündnistreue mit ihren Gebietsforderungen. Am 31. Juli 1914 beschloss schließlich der italienische Ministerrat auf Vorschlag Paternó-Castellos, neutral zu bleiben, da kein Bündnisfall (casus foederis) vorläge. Begründet wurde dies damit, dass sich Österreich gegen Geist und Buchstaben des Dreimächtepaktes nicht mit Italien über das unannehmbare Ultimatum an Serbien abgestimmt hatte. Ein Kriegseintritt wäre von der italienischen Regierung und der österreichfeindlichen Bevölkerung aber auch nicht befürwortet worden. Auch hätte Italiens lange Küste im Kriegsfall eine offene Angriffsfläche für ein feindliches Großbritannien geboten, so dass die Haltung Großbritanniens ebenfalls eine ausschlaggebende Rolle spielte. Parallel zur öffentlich erklärten Neutralität führte die Regierung auf Vorschlag Paternó-Castellos ab 11. August 1914 auch Verhandlungen mit Großbritannien. Sein Nachfolger Sidney Sonnino verschärfte den Konflikt mit Österreich und als die Verhandlungen mit Österreich stockten, wandte sich die italienische Regierung Salandra von der neutralistischen Position ab und schloss sich im Londoner Vertrag im April 1915 der triple Entente an.

## Veröffentlichungen
Neben zahlreichen Zeitungs- und Zeitschriftenartikeln veröffentlichte Paternò-Castello
- Un po' più luce sulla questione del prestito (Catania 1880, zu Wirtschaftsfragen)
- Le condizioni presenti della Sicilia. Studi e proposte (Mailand 1893, zur Entwicklung Siziliens)
- Lettere sull'Albania (Rom 1903, politisch-ökonomische Reiseberichte, zuerst 1902 im Giornale d'Italia veröffentlicht).[4]

## Sonstiges
Paternò-Castello war Ehrendoktor der Universität Oxford.
In Rom existiert eine Straße Viale Antonino di Sangiuliano, in Catania eine Via Antonino di Sangiuliano zur Erinnerung an ihn.